# Губа (гміна Чорштин)
Губа (пол. Huba) — село в Польщі, у гміні Чорштин Новотарзького повіту Малопольського воєводства.
Населення — 118 осіб (2011).
У 1975-1998 роках село належало до Новосондецького воєводства.

## Демографія
Демографічна структура станом на 31 березня 2011 року:
|          | Загалом | Допрацездатний вік | Працездатний вік | Постпрацездатний вік |
| -------- | ------- | ------------------ | ---------------- | -------------------- |
| Чоловіки | 55      | 14                 | 37               | 4                    |
| Жінки    | 63      | 22                 | 33               | 8                    |
| Разом    | 118     | 36                 | 70               | 12                   |